# Церква Вілупуллі
Церква Вілупуллі — ісп. Iglesia de Vilupulli — католицька церква міста Вілупуллі, комуна Чончі, на архіпелазі Чилое, регіон Лос-Лагос, Чилі .
Церква Вілупуллі є національною пам'яткою Чилі, однією з 16 церков Чилое, які були оголошені ЮНЕСКО об'єктами Всесвітньої спадщини 30 листопада 2000 року.
Збудована на початку XX століття.Покровителем церкви є святий Антоній Падуанський, свято якого відзначається 13 червня.
Церква належить до парафії Сан-Карлос, Чончі, входить до єпархії Анкуд.

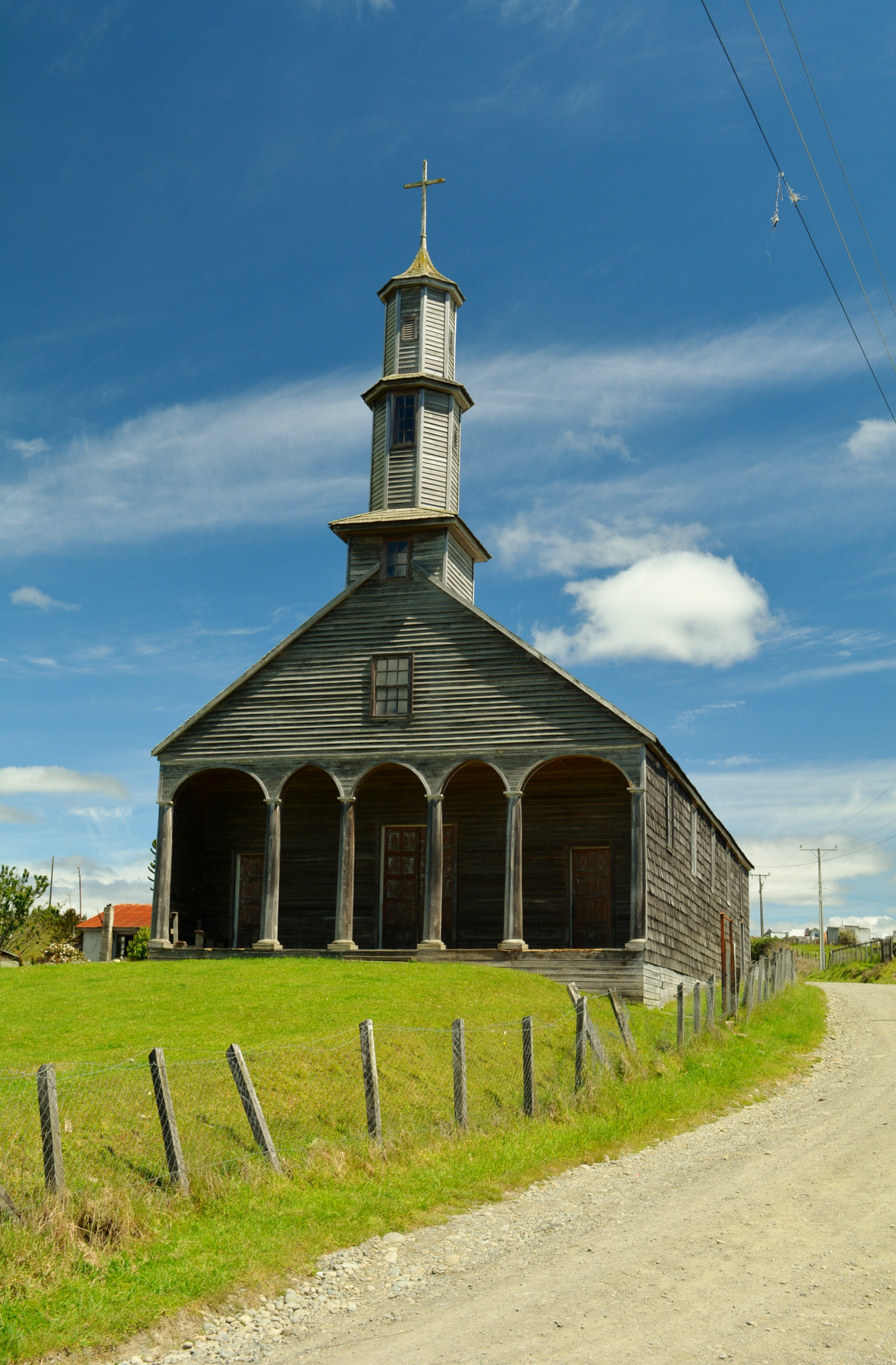